# لشکر ۹ پیاده‌نظام (لهستان)
لشکر ۹ پیاده‌نظام (لهستانی: 9 Dywizja Piechoty) یکی از واحدهای نیروی زمینی لهستان در جمهوری دوم لهستان بود.

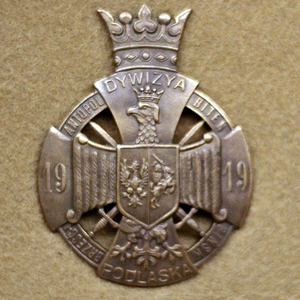
Odznaka Dywizja Podlaska

## شکل‌گیری
این لشکر در سال ۱۹۱۹ میلادی ساخته شد و در شدلتسه مستقر بود. در آن زمان فرماندهی این لشکر به عهده آنتونی لیستوسکی بود و از دو تیپ پیاده و یک تیپ توپخانه تشکیل می‌شد.

## درگیری‌ها میان لهستان و جمهوری وایمار آلمان
در فوریه سال ۱۹۱۹ میلادی لشکر ۹ پیاده‌نظام به دژ برست که در اشغال نیروهای آلمانی بود حمله کرد و پس از ۴ روز آلمانی‌ها تقاضای مذاکره را مطرح نمودند. پس از مذاکره نیروهای آلمانی این دژ و شهر ترسپول را تسلیم کردند و نیروهای لهستانی در برست رژه رفتند.

## جنگ لهستان و شوروی

### ۱۹۱۹ میلادی
جنگ میان لهستان و شوروی با درگیری میان ارتش سرخ و نیروهای لهستانی در آنتوپال در فوریه ۱۹۱۹ میلادی آغاز شد.
در اواخر فوریه نیروهای زیر فرمان آنتونی لیستوسکی حرکت به سمت شرق و پینسک (بلاروس) را آغاز نمودند. نیروهای لهستانی که به سه گروه بخش شده بودند دراگیچین و ایواناوا را اشغال کرده و سپس در مسیر راه‌آهن به سوی پینسک پیشروی نمودند. پینسک در ۵ مارس به دست لهستانی‌ها افتاد و سپس پیشروی ایشان به سوی لونینتس آغاز شد اما لهستانی‌ها نتوانستند این ایستگاه مهم راه‌آهن را تصرف نمایند.
در ژوئیه سال ۱۹۱۹ میلادی نیروهای لهستانی در جبهه بلاروس-لیتوانی حرکت برای تصرف مینسک را آغاز نمودند و به رود برزینا رسیدند. لشکر ۹ که در این زمان بال راست لهستانی‌ها را پشتیبانی و محافظت می‌کرد توانست در ۱۰ ژوئیه ایستگاه مهم راه‌آهن لونینتس را تصرف نماید و پاتک‌های متعدد ارتش سرخ برای بازپسگیری شهر را پس بزند. در اوت ۱۹۱۹ لهستانی‌ها سلوتسک را اشغال نموده و به رودخانه اسلوچ رسیدند و زمستان ۱۹۲۰–۱۹۱۹ را در این منطقه سپری کردند.

### ۱۹۲۰ میلادی
در مارس ۱۹۲۰ میلادی به لشکر ۹ دستور اشغال یک ایستگاه مهم راه‌آهن دیگر به نام مازیر داده شد. پیشروی لهستانی‌ها در ۴ مارس آغاز و در عصر ۵ مارس پس از پیمایش ۷۰ کیلومتر شهر به دست لشکر ۹ افتاد و پاتک‌های متعدد کمونیست‌ها برای بازپسگیری شهر ناموفق بود.
تهاجم ۱۹۲۰ کی‌یف از جانب نیروهای لهستانی در ۲۵ آوریل ۱۹۲۰ میلادی آغاز شد که لشکر ۹ پس از اشغال چرنوبیل و رچیتسا به رود دنیپر رسید. در ژوئیه ۱۹۲۰ میلادی ارتش ۱۲ (شوروی) با عبور از دنیپر نیروهای لهستانی را در خطر محاصره قرار داد. با تهاجم میخائیل توخاچفسکی و سیمیون بودیونی خطوط لهستانی‌ها شکست و فرمان عقب‌نشینی صادر شد. لشکر ۹ تا رود ستیر عقب نشست اما نتوانست جلوی پیشروی ارتش سرخ را بگیرد. در اواخر ژوئیه دو تیپ از لشکر ۹ به گرودنو فرستاده شدند تا با سواره‌نظام زیر فرماندهی هایک بژشکیان بجنگند. در جبهه اوکراین هم عقب‌نشینی لهستانی‌ها ادامه داشت و لشکر ۹ آسیب بسیار شدیدی را متحمل شد.
در ابتدای اوت لشکر ۹ پیاده‌نظام در نزدیکی ناحیه مودلین بازآرایی شد و یگان‌هایی به آن افزوده شدند تا خسارات پیشین جبران شود. سپس لشکر ۹ به ارتش پنجم سپرده شد که وظیفه آن پشتیبانی از بال چپ جبهه شمالی نیروهای لهستانی بود تا در موعد مقرر یورش نیروهای لهستانی از رود یپز آغاز شود.
لشکر ۹ در ۱۴ اوت یورش خود را از مسیر رود وکرا آغاز نمود. شهر ناشلسک در ۱۶ اوت به دست لشکر ۹ افتاد و مسیر پیشروی به سوی چیخانوف گشوده شد. در ۳۰ اوت لشکر ۹ را با قطار از چیخانوف به خه‌اوم منقل کردند تا به ارتش سوم ملحق شود. مارشال یوزف پیلسودسکی در ۳ سپتامبر به بسیاری از سربازان لشکر ۹ نشان اعطا نمود و سپس دستور فتح خروبیشوو به این لشکر داده شد. یورش در ۵ سپتامبر آغاز شد و لشکر ۹ روز بعد شهر را اشغال کرد. پس از آن لشکر ۹ تا اواخر سپتامبر در همین ناحیه باقی ماند و نواحی دیگری مانند لوتسک را فتح کرد.
در اواخر سپتامبر ۱۹۲۰ میلادی لشکر ۹ را به شمال منتقل کردند تا در مرز جدید میان لهستان و لیتوانی مستقر شود. در آنجا لشکر ۹ در شهر واوکویسک حضور داشت و دو تیپ آن به ارتش لیتوانی مرکزی منتقل شدند.

## دوران جمهوری دوم لهستان
در سال ۱۹۲۱ محل‌های استقرار دائمی یگان‌های لشکر ۹ پیاده‌نظام مشخص شد. سرفرماندهی لشکر و تیپ ۲۲ در شدلتسه، تیپ ۳۴ در بیاوا پودلاسکا و تیپ ۳۵ در برست، بلاروس مستقر شدند.
در ۳ نوامبر ۱۹۲۱ میلادی در مراسمی یوزف پیلسودسکی پرچم لشکر ۹ را که با هزینه اهالی بخش‌های شدلتسه، ووکوو و یانوف لوبلسکی تهیه شده بود را به سربازان این لشکر اهدا کرد. در دسامبر همان سال و پس از انتخاب گابریل ناروتوویتس به ریاست جمهوری لهستان دو تیپ از لشکر ۹ برای جلوگیری از درگیری‌های خیابانی به ورشو فرستاده شدند.
در کودتای مه (لهستان) سال ۱۹۲۶ میلادی لشکر ۹ پشتیبان کودتاچیان و رهبر آن مارشال یوزف پیلسودسکی بود و تیپ ۲۲ آن از همان ابتدای کودتا نقش فعالی را ایفا نمود. فرمانده وقت لشکر ۹ به نام سرهنگ فرانچیشک یوزف شیکورسکی در ۱۲ مه ۱۹۲۶ میلادی سربازان خود را برای تصرف مناطق مهم شهر شدلتسه اعزام نمود و دو تیپ را به سوی ورشو اعزام نمود که در مینگسک مازوویتسکی با مقاومت تیپ ۷ اوهلان لوبلین روبرو شدند اما پس از اندکی مذاکره تیپ اوهلان نیز به کودتاچیان پیوست و همراه با آنان به رمبرتوو رفت. در عصر نیروهای لشکر ۹ به ورشو رسیدند و در خیابان‌های شهر وارد درگیری شدند که به سبب خدماتشان پس از کودتا به ایشان نشان و درجه داده شد.

## حمله آلمان به لهستان
لشکر ۹ پیاده‌نظام به عنوان جزوی از ارتش پومورزه وظیفه دفاع خطی ۷۰ کیلومتری میان شهرهای پروشچ و گوستتسن در پومرانی لهستان را به عهده داشت و فرمانده آن یوزف وروبه بود.
با آغاز تهاجم آلمان در ۱ سپتامبر ۱۹۳۹ میلادی لشکر دوم پیاده‌نظام (ورماخت)، لشکر سوم زرهی (ورماخت) به همراه لشکر ۳۲ پیاده‌نظام ورماخت به مواضع لشکر ۹ پیاده‌نظام حمله کردند و لهستانی‌ها مجبور شدند در همان روز به تسکتسن عقب بنشینند. تلاش لهستانی‌ها جهت دفاع از موقعیت جدید ناموفق بود و ایشان یک بار دیگر تا بیدگوشچ عقب نشستند.
در این ناحیه به بقایای لشکر ۹ دستور داده شد تا به لشکر ۲۷ پیاده (لهستان) بپیوندند و به ستون زرهی آلمان که در حال حرکت به سوی رود بردا بود حمله کنند. اما از آنجایی که لشکر ۲۷ نتوانست خود را به موقع برساند ژنرال ووادیسواف بورتنوفسکی به لشکر ۹ دستور داد تا با پشتیبانی گروه عملیاتی چرسک حمله را آغاز کند. تهاجم لهستانی‌ها در ۳ سپتامبر با هدف عقب راندن آلمانی‌ها تا پشت رود بردا آغاز شد اما به دلیل مشکلات متعدد و عدم هماهنگی این پاتک شکست خورد.
پس از این شکست بقایای لشکر ۹ در دژهای شمال بیدگوشچ تجمع کردند که در آنجا نیز مورد حمله لوفت‌وافه قرار گرفته و کاملاً نابود شدند و تنها یک تیپ توانست از محاصره آلمانی‌ها بگریزد.

## در جنگ جهانی دوم
در ارتش آندرس هم مدت کوتاهی در سال ۱۹۴۲ یک لشکر با نام لشکر ۹ پیاده‌نظام ساخته شد و یک لشکر ۹ هم در ارتش میهنی در سال ۱۹۴۴ فعال بود.

## جنگ سرد
علاوه بر موارد فوق یک لشکر ۹ پیاده‌نظام هم در ارتش خلق لهستان از سال ۱۹۴۴ تا سال ۱۹۶۲ فعال بود که پس از آن تبدیل به لشکر ۹ مکانیزه شد.

## کتابشناسی
- 9 Dywizja Piechoty w dziejach oręża polskiego. Pruszków: Ajaks. 1995. ISBN 83-85621-75-X.
- Tadeusz Jurga: Wojsko Polskie: krótki informator historyczny o Wojsku Polskim w latach II wojny światowej. 7, Regularne jednostki Wojska Polskiego w 1939: organizacja, działania bojowe, uzbrojenie, metryki związków operacyjnych, dywizji i brygad. Warszawa: Wydawnictwo Ministerstwa Obrony Narodowej 1975.
- Wyszczelski, Lech (2006). Wojsko Polskie w latach 1918–1921. Warszawa: Wydawnictwo Neriton. ISBN 83-89729-56-3.
- Jagiełło, Zdzisław (2007). Piechota Wojska Polskiego 1918–1939. Warszawa: Bellona. ISBN 978-83-11-10206-4.
- "Almanach oficerski": praca zbiorowa, Wojskowy Instytut Naukowo-Wydawniczy, Warszawa 1923
- "Księga chwały piechoty": komitet redakcyjny pod przewodnictwem płk. dypl. Bolesława Prugara Ketlinga, Departament Piechoty MSWojsk, Warszawa 1937–1939. Reprint: Wydawnictwo Bellona Warszawa 1992